# Giennadij Gudkow
Giennadij Władimirowicz Gudkow (ros. Геннадий Владимирович Гудков b 15 sierpnia 1956 w Kołomnie, Obwód moskiewski, RFSRR, ZSRR) – rosyjski polityk i biznesmen.

## Życiorys
Gudkow studiował w Państwowym Instytucie Pedagogicznym w swoim rodzinnym mieście, a następnie przez kilka lat uczył się języka angielskiego. W latach 1978–1980 odbywał służbę wojskową. Następnie pracował w Komsomole w Kołomnie. Od 1982 był funkcjonariuszem KGB w Kołomnie, a następnie od 1989 w głównej siedzibie w Moskwie. W 1992 odszedł z tajnej służby w randze pułkownika. Założył własną firmę ochroniarską Oskord, którą w 1999 wchodząc do polityki przekazał żonie. W latach 1997–2001 był członkiem rady konsultacyjnej przy dyrektorze FSB. Pierwszy raz o mandat deputowanego ubiegał się w 1999 roku, jednak przegrał z byłym kosmonautą (który był drugim po Gagarinie człowiekiem, który poleciał w kosmos) Giermanem Titowem. Po śmierci Titowa w 2001 z ramienia Partii Ludowej Federacji Rosyjskiej objął zwolniony mandat. W tym też roku został wybrany na zastępcę Przewodniczącego Dumy Państwowej Federacji Rosyjskiej. 29 marca 2004 roku został obrany na stanowisko przewodniczącego Partii Ludowej Federacji Rosyjskiej, ale w 2007 r. podjęto decyzję o rozwiązaniu tej partii i scaleniu jej z partią „Sprawiedliwa Rosja”, gdzie Gudkow otrzymał posadę w Prezydium Rady Centralnej. Ponownie Gudkow został wybrany na stanowisko zastępcy Przewodniczącego Dumy Państwowej w grudniu 2007 z ramienia partii Sprawiedliwa Rosja. 14 września 2012 został pozbawiony mandatu deputowanego do Dumy Państwowej.
Syn Gudkowa, Dmitrij od grudnia 2011 roku zasiadał w izbie niższej parlamentu Federacji Rosyjskiej.